# Erasmo Moena
Erasmo Antonio Moena Pinto (Tomé, 10 de enero de 1970), también conocido como El psicópata de Placilla, es un asesino en serie chileno. El 25 de mayo de 2011, fue condenado a 60 años de presidio perpetuo simple por dos homicidios de mujeres, ambos cometidos en 2010, junto con 541 días por el porte ilegal de armas.

## Biografía
Erasmo Moena Pinto nació en 1970 en Tomé. Su madre, María Elizabeth Pinto Villegas, alega que sus crímenes no fueron por causa de abuso o maltrato familiar, un tema recurrente entre otros asesinos en serie. Durante su juventud, mostró rendimiento académico bajo de lo normal y fue típicamente excluido de grupos de amigos dado a su actitud machista y hipersexual.
Fue matriculado en el colegio Margarita Naseau, en Tomé, y el colegio San Pedro Nolasco, en Concepción, en el cual estuvo entre 1983 y 1984. Durante el segundo semestre de este año, varios robos ocurrieron en la institución, por la cual fue encontrado como culpable y expulsado. Durante primero y cuarto medio, fue compañero de clase con el periodista y presentador de televisión Julio César Rodríguez. En un incidente, se tiró de un bus escolar en movimiento, la cual era una especie de juego que prácticaban sus amigos para ganarse el respeto del grupo social, por lo cual perdió el equilibrio y se golpeó la cabeza contra el pavimento, por lo cual estuvo hospitalizado por una semana.
Se inscribió en la Universidad Técnica Federico Santa María, en Concepción, y se puso a estudiar ingeniería mecánica, pero solo duró un semestre. En su juventud, se dedicó a traficar películas pornográficas.
En 1990, a los 20 años, cometió su primer delito: fue condenado a 541 días de prisión por robo del almacén "Provisiones Joaquín", localizado en Mulchén. Sin embargo, dado que fue su primer crimen, la sanción fue remitida.

### Primer asesinato
Tras mudarse a la comuna de Coelemu, se hizo amigo cercano del peluquero Marco Antonio Cortés, llegando a vivir con el. Una amiga cercana de Cortés ha dicho que fueron una pareja homosexual. Sin embargo, Moena lo ha negado. El 27 de agosto de 1991, asesinó a Cortés por motivos desconocidos, y, junto a un grupo de amigos, lo descuartizó, lo incendió con gasolina y lo tiró al río Itata. Más tarde, le confesó el crimen a una pareja que tuvo en Quirihue, la quien lo delató a la policía chilena. A pesar de que Moena ha confesado al crimen, los restos de Cortés núnca han sido encontrados, por lo cual no ha sido condenado por este asesinato. 
En 2007, violó a una mujer de Mulchén, por lo cual sirvió una condena de tres años y un día. Fue liberado el 14 de marzo de 2010. Cuatro días después de esto, atacó sexualmente a una menor de 10 años en el Terminal de Buses de Los Ángeles. El 20 de marzo, violó a otra mujer de esta misma ciudad y el 25, violó a una temporar en las afueras de esta ciudad. Por estos crímenes, una orden de detención en su contra fue proveyada el primero de abril de 2010. 

### Doble homicidio de 2010
Cinco días después de esto, en el 6 de abril de 2010, asesinó a dos mujeres: Loreto López Fernández, la hija de una pareja de carabineros jubilados, y Andrea Quappe Pinto, a quien le partió la cara en un bosque de Viña del Mar por cuestionarlo sobre el paradero de su amiga. Había atraído ambas mujeres a un sector rural de la provincia de Valparaíso, ubicado en Placilla de Peñuelas, a través de una supuesta oferta de trabajo que Moena había ofrecido en un periódico. Ambos crímenes ocurriendo con una diferencia de seis horas.
Después, una de las primas de Loreto López, Nelly Andrea San Martín Fernández, lo contactó y fingió estar interesada en una entrevista laboral. La PDI lo pudo identificar dado que su número de teléfono estaba asociado a su cédula de identidad. Junto con ayuda de la Policía de Investigaciones, se instaló en un local de café no lejano del terminal de buses de Valparaíso. Ahí, la policía lo arrestó de forma sorpresiva. Tras ser arrestado, sin ninguna otra opción, confesó a sus crímenes. El 9 de abril, los cuerpos de las víctimas fueron encontrados y entregados a las familias de las víctimas.
Tras ser capturado, Moena Pinto confesó a los asesinatos e indicó la ubicación de los cadáveres de las víctimas. Entre sus pertenencias, se encontraron ocho calzones y un sostén, los cuales guardó como "trofeos" de sus víctimas, junto con un revólver y cinco autos, dos de los cuales fueron identificados como pertenencias de las mujeres asesinadas, pero se desconoció a quién pertenecieron los otros tres, por lo que se investigó la posible existencia de otras víctimas.
Durante su juicio, La jueza Isabel Uribe ordenó prisión preventiva en condiciones de aislamiento y bajo vigilancia constante para Moena mientras que ocurrió la investigación. Rodrigo Hinzpeter, el entonces Ministro del Interior, encabezó la investigación.
El 25 de mayo de 2011, fue condenado a 61 años y 176 días de prisión por estos delitos. Además, no puede acceder a los beneficios penitenciarios, por lo que el deberá cumplir más de 60 años en prisión efectiva, poniendo su fecha de salida de prisión en 2071. 
Hasta hoy en día, se niega arrepentirse por sus acciones. El psiquiatra forense del Servicio Médico Legal de Santiago Ítalo Sigala Romele, quien estuvo a cargo del examen mental de Erasmo Moena, lo describió como  una persona "narcisista", "sádico" y "antisocial", junto con asegurar que tiene una inteligencia muy alta, junto con una gran capacidad de persuasión con las personas que le interesan, lo que le facilitó el contacto con las dos mujeres que asesinó.

## Víctimas
- Marco Antonio Cortés Uribe,[15] 27 años, el 27 de agosto de 1991 en Coelemu. Sus restos no se han encontrado.
- Andrea Susana Quappe Pinto, 43 años, el 6 de abril de 2010 en Placilla de Peñuelas. Sepultada en el Parque de Santiago el 8 de abril de 2010.
- Loreto de los Ángeles López Fernández, 36 años, el 6 de abril de 2010 en Placilla de Peñuelas. Sepultada en el Parque El Prado el 11 de abril de 2010.[8]